# Odontochilus asraoa
Odontochilus asraoa là một loài thực vật có hoa trong họ Lan. Loài này được (J.Joseph & Abbar.) Ormerod mô tả khoa học đầu tiên năm 2005.